# Crest (Drôme)
Crest é uma comuna francesa na região administrativa de Auvérnia-Ródano-Alpes, no departamento de Drôme. Estende-se por uma área de 23,38 km². Em 2010 a comuna tinha 8 901 habitantes (densidade: 380,7 hab./km²).